# Charles Baker
Charles Edward Baker (Washington, 27 febbraio 1971) è un attore statunitense.

## Biografia
Baker è nato a Washington, ma è cresciuto nelle Hawaii. È figlio di un colonnello dell'esercito, e per questo già dall'età di 17 anni gira il mondo, passando dall'Inghilterra ad Israele. Ha studiato in molte scuole negli Stati Uniti, incluse Forth Wirth e London Central Elementary High School. Ha ottenuto un diploma alla scuola coreutica di Tarrant Country Collage e ha frequentato l'Università del Texas. 
Dopo un breve periodo, decise di perseguire la sua carriera di attore. Baker ha lavorato in alcuni dei migliori teatri del Texas. Conobbe la sua futura moglie, Rachel, in uno di questi teatri, il The Hip Pocket Theatre. Ha interpretato piccoli ruoli in numerosi film e serie televisive. Ha avuto esperienze anche nel campo del doppiaggio, e si è cimentato anche alla regia e alla sceneggiatura di alcune pellicole.
Recentemente ha avuto ruoli maggiori nella serie Breaking Bad e nel suo sequel/spin-off El Camino - Il film di Breaking Bad (nei panni di Skinny Pete, amico fraterno di Jesse Pinkman). È celebre per aver recitato anche in Murder in the First.

## Filmografia

### Cinema
- Shroud (2009)
- Fright Flick (2011)
- To the Wonder, regia di Terrence Malick (2012)
- Senza santi in paradiso (Ain't Them Bodies Saints), regia di David Lowery (2013)
- Wild, regia di Jean-Marc Vallée (2014)
- Flutter (2014)
- The Neon Demon, regia di Nicolas Winding Refn (2016)
- El Camino - Il film di Breaking Bad (El Camino: A Breaking Bad Movie), regia di Vince Gilligan (2019)

### Televisione
- Walker Texas Ranger - Processo infuocato - film TV (2005)
- Prison Break - serie TV,  1 episodio (2006)
- Breaking Bad - serie TV,  15 episodi (2008-2013)
- The Blacklist - serie TV, 4 episodi (2013-2014)
- Temple Gradin - Una donna straordinaria - film TV (2010)
- Murder in the First - serie TV, 6 episodi (2014)
- CSI - Scena del crimine (CSI: Crime Scene Investigation) - serie TV, 1 episodio (2014)
- Brooklyn Nine-Nine - serie TV, 2 episodi (Il Fuggitivo parte 1; Il Fuggitivo parte 2) (2016)
- Grimm - serie TV, 1 episodio (2017)

## Doppiatori italiani
Nelle versioni in italiano delle opere in cui ha recitato, Charles Baker è stato doppiato da:
- Alberto Bognanni in Breaking Bad, Colony, El Camino - Il film di Breaking Bad
- Francesco Meoni in All Rise, CSI: Vegas
- Massimo Aresu in In Plain Sight - Protezione testimoni
- Sandro Acerbo in To the Wonder
- Roberto Gammino in The Blacklist
- Francesco Cavuoto in Senza santi in paradiso
- Christian Iansante in Major Crimes
- Enrico Di Troia in Wild
- Luca Ciarciaglini in 9-1-1
- Guido Di Naccio in Perry Mason
- Oliviero Cappellini in The Rookie